# Erucastrum strigosum
Erucastrum strigosum là một loài thực vật có hoa trong họ Cải. Loài này được (Thunb.) O.E.Schulz mô tả khoa học đầu tiên năm 1916.